# Tiêu chuẩn an toàn đồ chơi trẻ em (Việt Nam)
Tiêu chuẩn về an toàn đồ chơi trẻ em ở Việt Nam được Tổng cục Tiêu chuẩn và Đo lường chất lượng biên soạn dựa trên cơ sở tham chiếu các tiêu chuẩn của châu Âu và Quốc tế: ISO 8124-1,2,3 và EN 71-1,2,3... và được Bộ Khoa học và Công nghệ ban hành, bao gồm 6 bộ tiêu chuẩn sau:
- TCVN 6238-1:2008: An toàn đồ chơi trẻ em - Các khía cạnh an toàn liên quan đến tính chất cơ lý.
- TCVN 6238-2:2008: An toàn đồ chơi trẻ em - Yêu cầu chống cháy.
- TCVN 6238-3:2008: An toàn đồ chơi trẻ em - Mức giới hạn xâm nhập của các độc tố.
- TCVN 6238-4:1997: An toàn đồ chơi trẻ em - Bộ đồ chơi thực nghiệm về hóa học và các hoạt động liên quan.
- TCVN 6238-5:1997: An toàn đồ chơi trẻ em - Bộ đồ chơi hóa học ngoài bộ đồ chơi thực nghiệm.
- TCVN 6238-6:1997: An toàn đồ chơi trẻ em -Yêu cầu về biểu tượng cảnh báo tuổi trẻ em không được sử dụng.

Trong đó, tiêu chuẩn TCVN 6238-1 là được sử dụng rộng rãi và thường xuyên nhất. Gần như tất cả các sản phẩm đồ chơi trẻ em đều được quy định trong tiêu chuẩn này.

Thông thường, sản phẩm đồ chơi trẻ em sẽ được phân loại theo nhóm tuổi, từ đó kỹ thuật viên sẽ chọn các chế độ kiểm tra thích hợp. Ví dụ như sản phẩm đồ chơi trẻ em dưới 18 tháng tuổi sẽ được kiểm tra khắt khe hơn đồ chơi cho trẻ em trên 3 tuổi.

Một trong các tiêu chuẩn an toàn cho trẻ em gồm có: tiêu chuẩn về các thành phần nhỏ gây ngạt thở khi bị kẹt trong cuống họng, các thành phần cạnh sắc, bén hoặc các điểm nhọn gây tổn thương ngoài da, các cơ cấu bản lề, gấp, xếp gây kẹt tay, ngón tay. Để đánh giá các tiêu chí này, một sản phẩm đồ chơi trẻ em thông thường phải trải qua 1 giai đoạn kiểm tra (theo kiểu sử dụng đúng và sử dụng lạm dụng) gồm: thả rơi, lật, nén, kéo, vặn xoắn, độ dẻo, độ chắc của đường may.